# Aubeville
Aubeville är en kommun i departementet Charente i regionen Nouvelle-Aquitaine i västra Frankrike. Kommunen ligger  i kantonen Blanzac-Porcheresse som ligger i arrondissementet Angoulême. År 2018 hade Aubeville 368 invånare.

## Befolkningsutveckling
Antalet invånare i kommunen Aubeville
Referens:INSEE